# Programa de judicis
Un programa de judicis (en anglès, court show) és un subgènere de programa de televisió de drames legals o de telerealitat jurídica. Un programa de judicis mostra principalment els continguts en forma de tribunal entre demandants i acusats presidit per un pseudojutge. Aquests programes solen retratar processos minoritaris, simulant l'interior d'un jutjat en un estudi televisiu. El gènere va començar a la ràdio en la dècada de 1930 i es va traslladar a la televisió a finals de la dècada de 1940, amb programes com Court of Current Issues, Your Witness o Famous Jury Trials. La programació de judicis va sorgir primer als Estats Units i és encara es troba eminentment en aquest país i en altres països d'arreu del món.